# IC 2202
IC 2202 ist eine Spiralgalaxie mit aktivem Galaxienkern vom Hubble-Typ S im Sternbild Fliegender Fisch am Südsternhimmel. Sie ist schätzungsweise 151 Millionen Lichtjahre von der Milchstraße entfernt und hat einen Durchmesser von etwa 95.000 Lichtjahren. 
Das Objekt wurde im Jahr 1901 von DeLisle Stewart entdeckt.